# Cellcom Israel
Cellcom est un des principaux opérateurs téléphoniques d'Israël. 

## Histoire
Fondée en 1994, son activité principale est centrée sur la téléphonie mobile.
En février 2020; Cellcom annonce l'acquisition de Golan Telecom pour l'équivalent de 172 millions d'euros, après une première tentative en 2016.